# رابرت کرل
روبرت فلوید کرل جونیور (به انگلیسی: Robert Floyd Curl, Jr.) (متولد ۲۳ اوت ۱۹۳۳) شیمیدان آمریکایی دانش‌آموخته از مدرسه توماس جفرسون در سان آنتونیو، تگزاس و استاد بازنشسته شیمی دانشگاه رایس است.
در سال ۱۹۹۶ به همراه هارولد کروتو و ریچارد اسملی
«برای کشف فولرنها»
جایزه نوبل شیمی به او اعطا شد.